# Ernst Träger

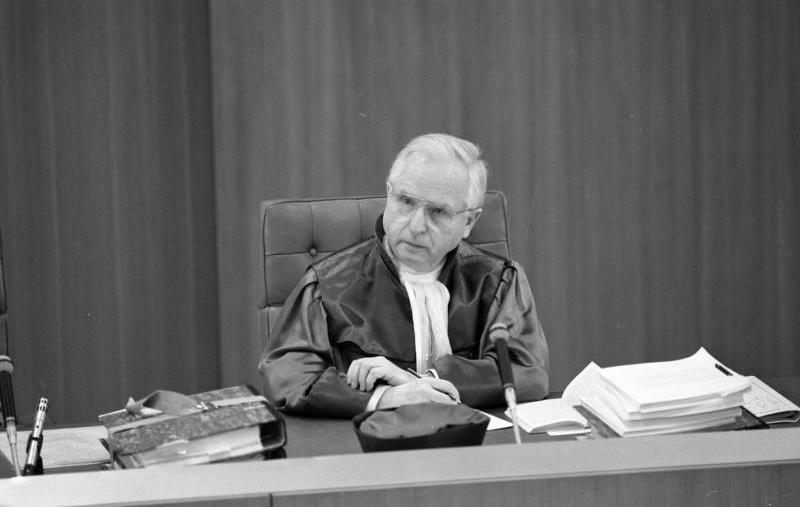
Ernst Träger (1989)

Ernst Träger (* 29. Januar 1926 in Künzelsau; † 25. Januar 2015 in Waldbronn) war ein deutscher Jurist und von 1977 bis 1989 Richter am Bundesverfassungsgericht.

## Leben
Ernst Träger, jüngstes von acht Kindern eines Gastwirts und Metzgermeisters aus Künzelsau, war von 1943 bis 1946 Luftwaffen- und Flakhelfer sowie Soldat im Zweiten Weltkrieg. Nach schwerer Verwundung, Lazarettaufenthalt sowie Kriegsgefangenschaft studierte er ab 1947 Rechtswissenschaften an der Ruprecht-Karls-Universität Heidelberg. In Mannheim legte er sein Referendariat am Landgericht Mannheim ab. Nach seinem Assessorexamen 1954 trat er in den Justizdienst des Landes Baden-Württemberg ein, wo er als Zivil- und Strafrichter am Amtsgericht Bad Säckingen sowie am Landgericht Waldshut tätig war. 1958 wechselte er an die Bundesanwaltschaft. 1963 wurde er Richter am Landgericht Karlsruhe und später am Oberlandesgericht Karlsruhe. Von 1965 bis 1968 war Träger wissenschaftlicher Mitarbeiter im Bundesverfassungsgericht. 1968 wechselte er wiederum an die Bundesanwaltschaft und wurde 1972 zum Bundesanwalt ernannt und hatte mit verschiedenen Terroristenprozessen zu tun. 1976 erfolgte die Ernennung zum Richter am Bundesgerichtshof.
Am 14. Oktober 1977 wurde Ernst Träger zum Richter des Bundesverfassungsgerichts in Karlsruhe gewählt. Er gehörte vom 2. November 1977 bis zum 28. November 1989 dem Zweiten Senat des Bundesverfassungsgerichts an, der sich hauptsächlich mit Strafrecht und Strafverfahrensrecht beschäftigt. 1989 ging er in den Ruhestand; Nachfolger auf seiner Planstelle war Klaus Winter.
Träger hat bedeutende Senatsentscheidungen mitgetragen, unter anderem im Staatskirchenrecht, im Beamtenrecht, im Strafrecht und im Strafverfahrensrecht.

## Ehrungen und Auszeichnungen
- 1986: Komturkreuz mit Stern des Päpstlichen Gregoriusorden durch Papst Johannes Paul II.[3]
- 1989: Großen Verdienstkreuz mit Stern und Schulterband des Verdienstordens der Bundesrepublik Deutschland